# 双叶卷瓣兰
双叶卷瓣兰（学名：Bulbophyllum wallichii）为兰科石豆兰属下的一个种。

## 扩展阅读
- 維基物種上的相關：双叶卷瓣兰